# Vithuvad buffelvävare
Vithuvad buffelvävare (Dinemellia dinemelli) är en fågel i familjen vävare inom ordningen tättingar.

## Utseende och läte
Vithuvad buffelvävare är en stor och knubbig vävare med en praktfull dräkt. Den är vit på huvudet och det mesta av undersidan, dock lysande röd på undergump och undersidan av stjärten. Ovansidan är brun med en vit vingfläck som syns tydligt i flykten. Lätena består av gnissliga och genomträngande visslingar, ofta avgivna i kör av hela grupper.

## Utbredning och systematik
Vithuvad buffelvävare placeras som enda art i släktet Dinemellia. Den delas in i två underarter med följande utbredning:
- dinemelli – förekommer från Sudan till Somalia och Kenya
- boehmi – förekommer från sydöstra Kenya till Tanzania

## Levnadssätt
Vithuvad buffelvävare förekommer i olika öppna savannmiljöer. Den ses ofta i flockar, ibland tillsammans med andra fågelarter.

## Status
Arten har ett stort utbredningsområde och beståndet anses stabilt. Internationella naturvårdsunionen IUCN listar den därför som livskraftig (LC).

## Namn
Fågelns vetenskapliga artnamn och släktesnamn syftar på Dinómali eller Denehmelli, en gränspostering mellan Argobba och Shoa i Abessinien, nuvarande Etiopien.

## Bildgalleri

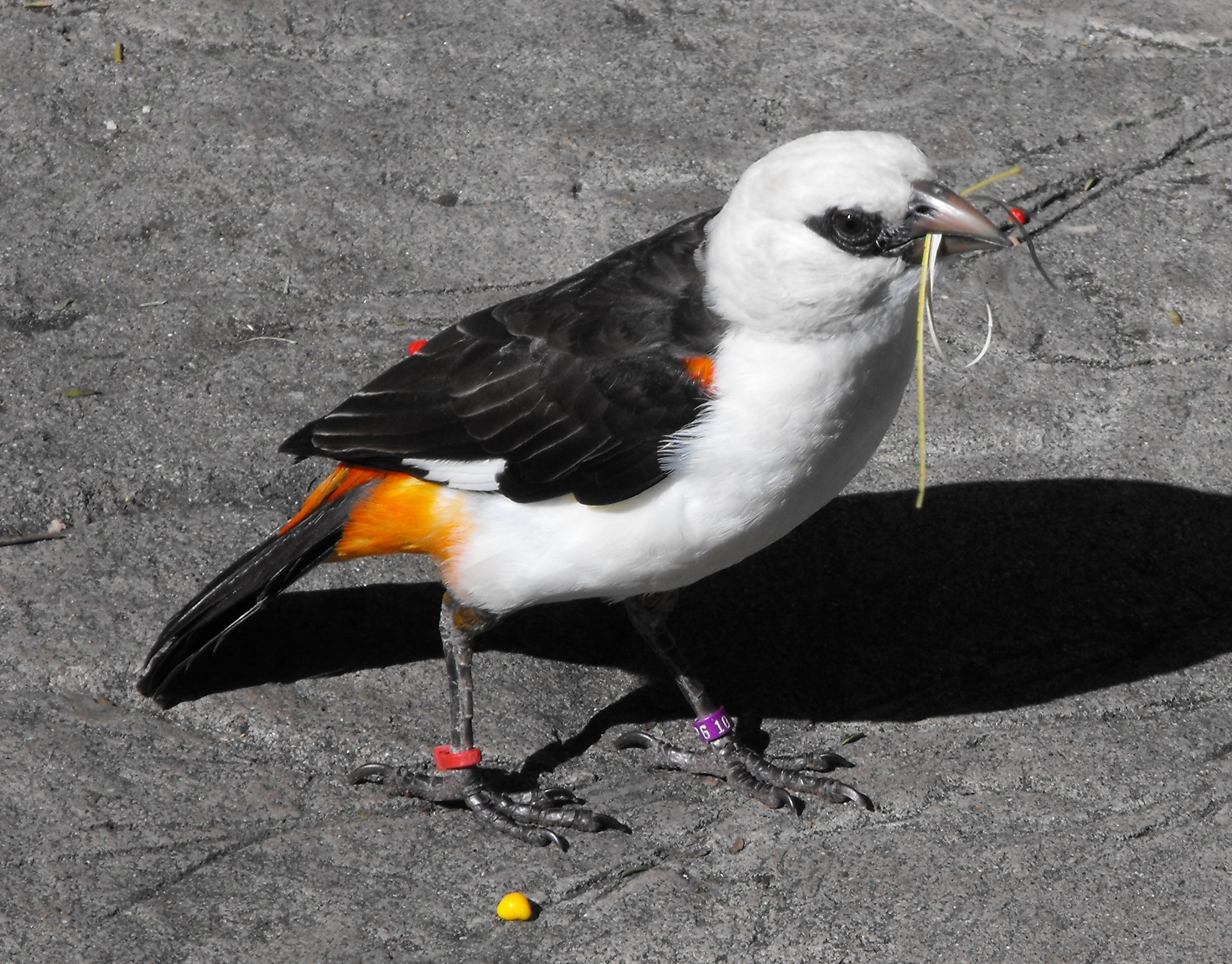
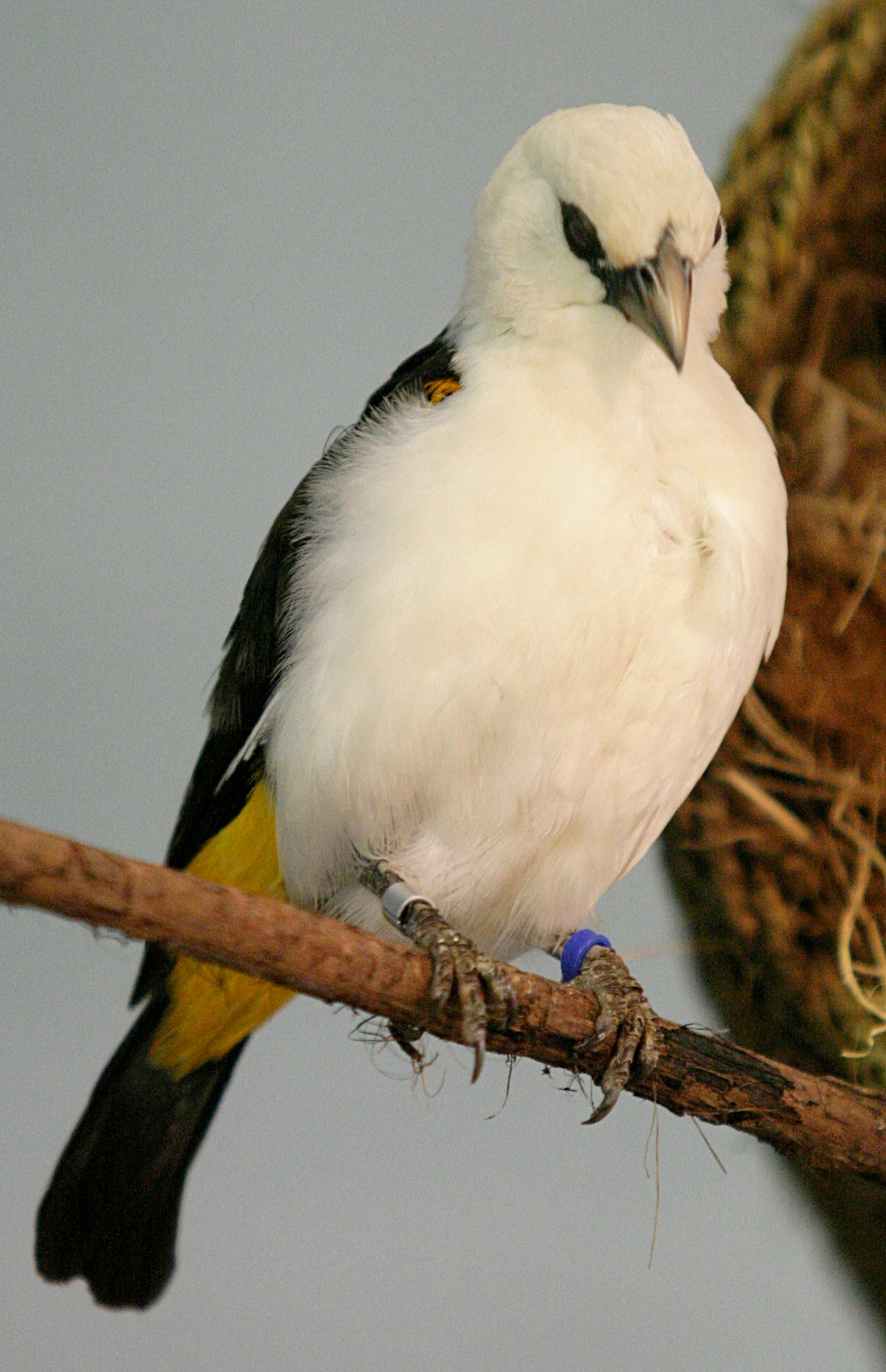
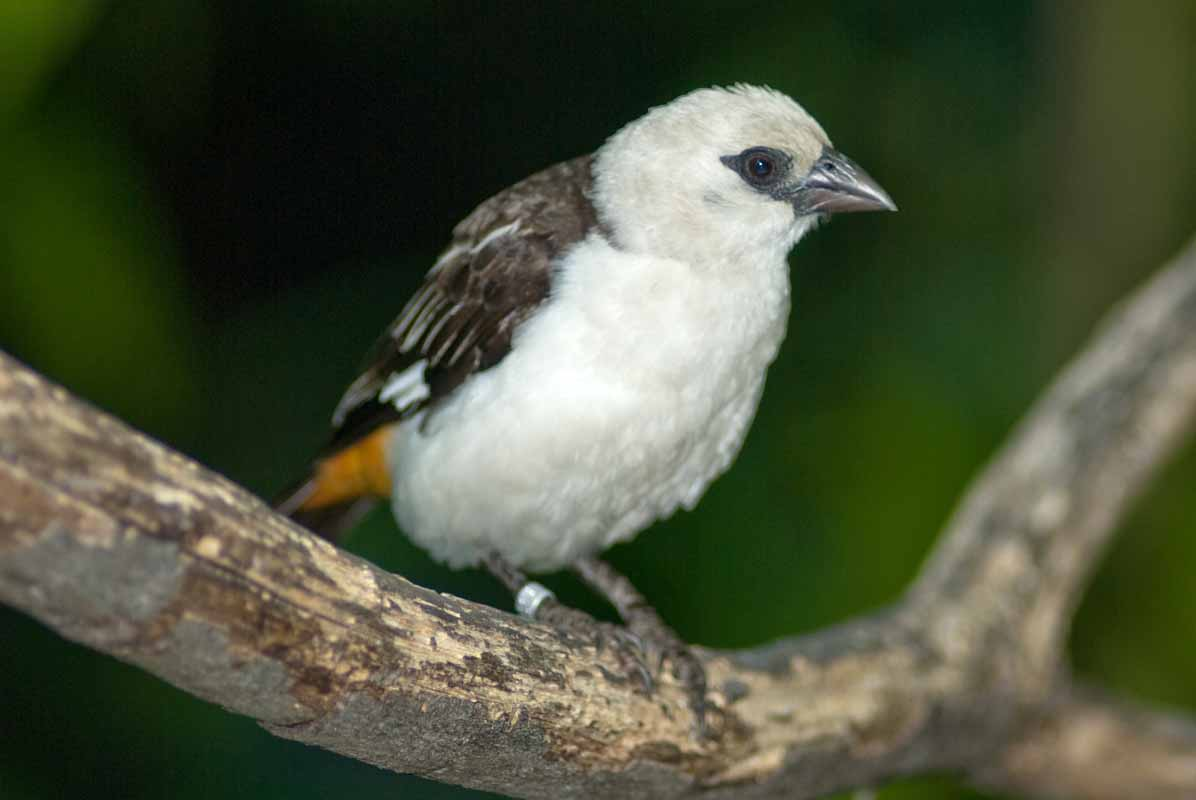